# Mesoereis tonkinensis
Mesoereis tonkinensis är en skalbaggsart som beskrevs av Stefan von Breuning 1938. Mesoereis tonkinensis ingår i släktet Mesoereis och familjen långhorningar. Inga underarter finns listade i Catalogue of Life.